# Бірресборн
Бірресборн (нім. Birresborn) — громада в Німеччині, розташована в землі Рейнланд-Пфальц. Входить до складу району Вульканайфель. Складова частина об'єднання громад Герольштайн.
Площа — 20,88 км2. Населення становить 1087 ос. (станом на 31 грудня 2020).

## Галерея

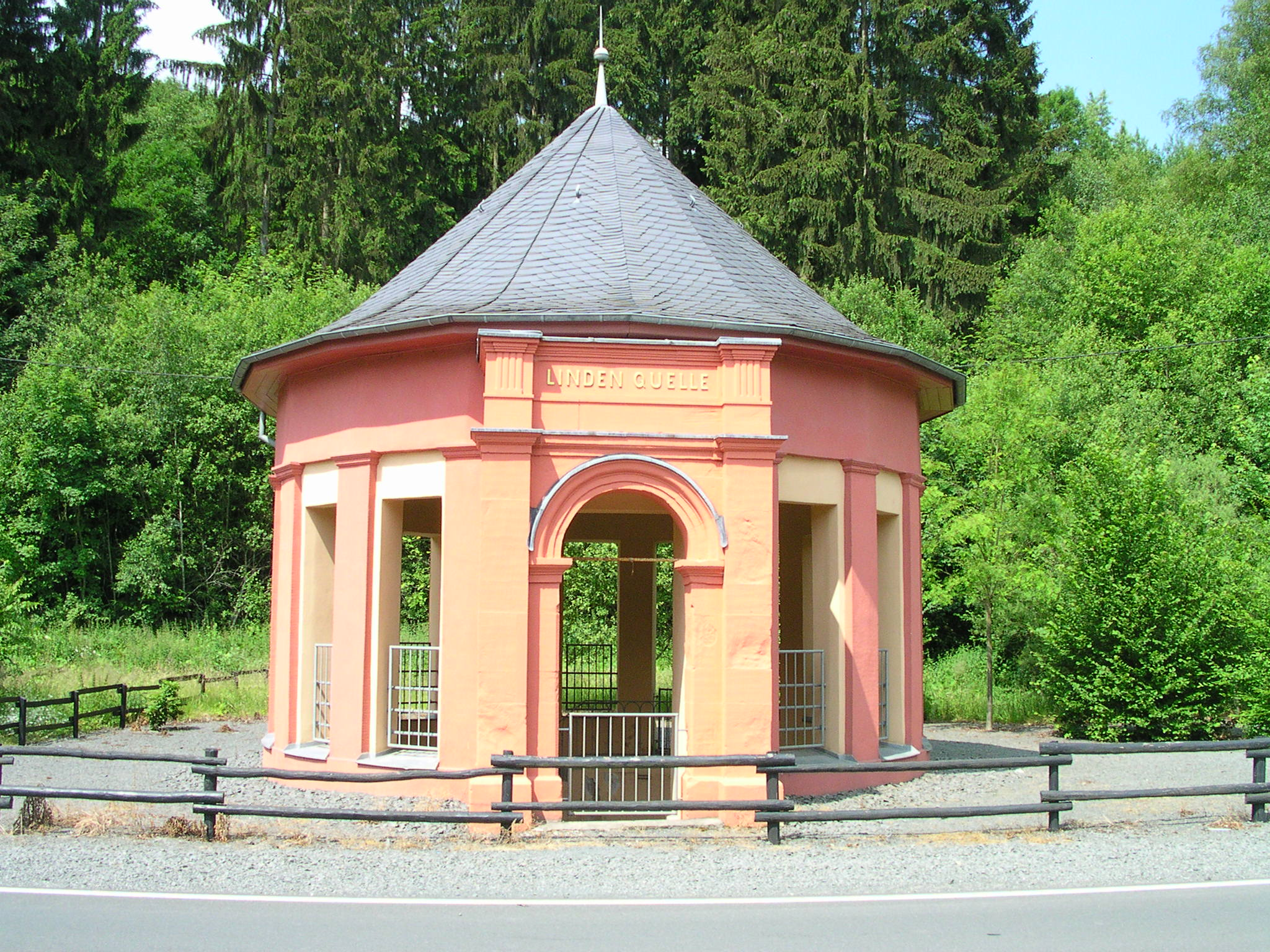
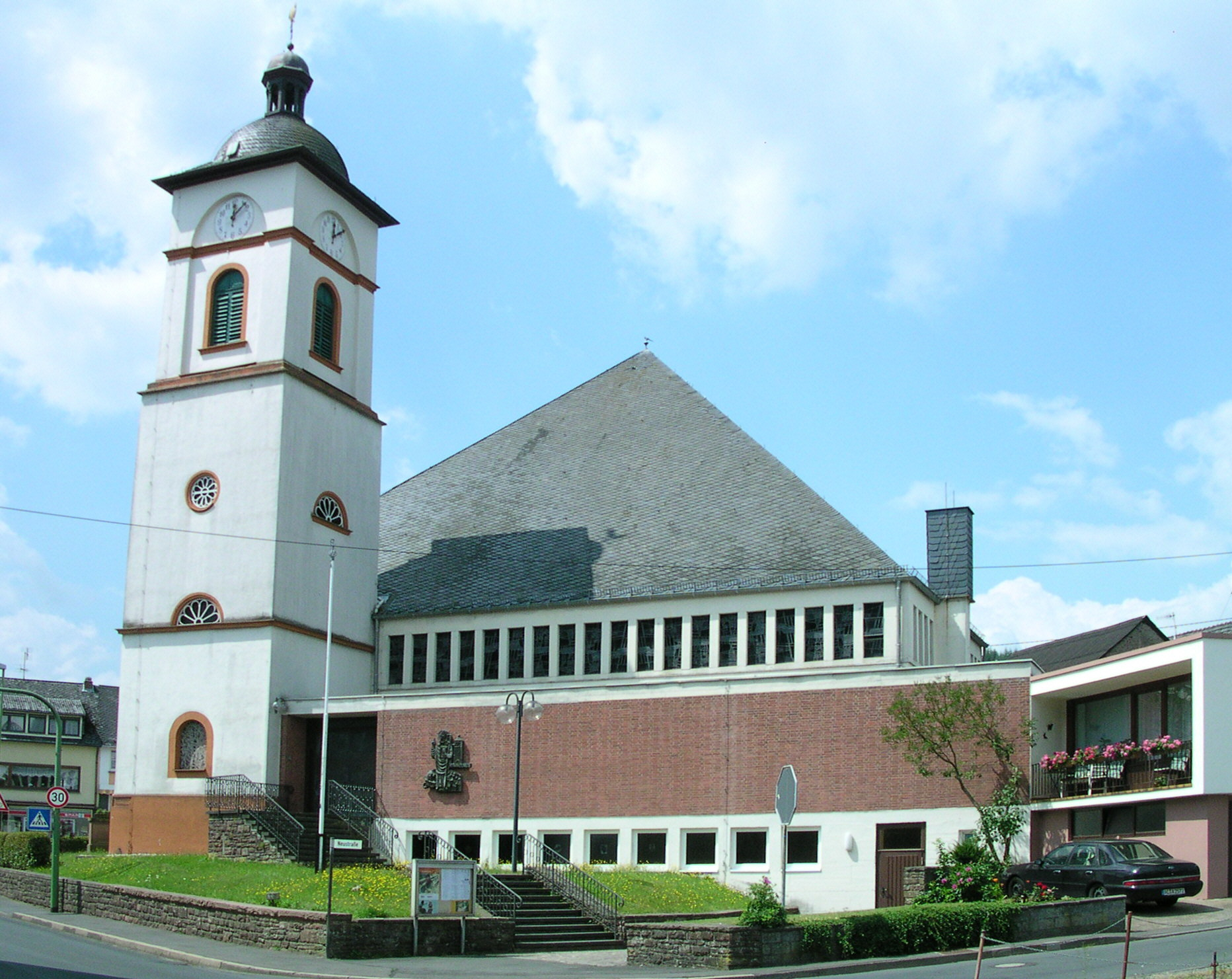